# Вибия Гала
Вибия Гала (на латински: Vibia Galla) е римлянка от 3 век.
Произлиза от фамилията Вибии. Дъщеря е на Афиния Гемина Бебиана и римския император Требониан Гал (251 – 253). Сестра е на съимператор Гай Вибий Афиний Гал Вендумниан Волусиан (Волусиан).
Баща ѝ осиновява през 251 г. останалия в Рим заедно с майка си Хостилиан, по-младият син на император Деций Траян и Херения Етрусцила. Баща ѝ и брат ѝ са убити през август 253 г. в Интерамна, недалеч от Рим от собствените си войници.